# 상급돌격대지도자

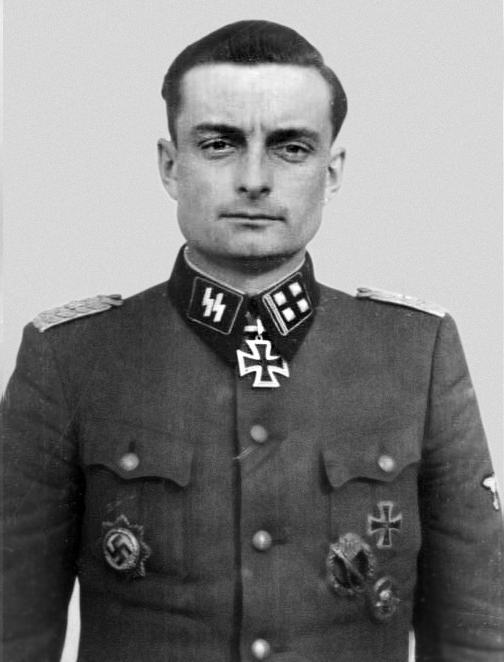
만프레트 쇤펠더

상급돌격대지도자(독일어: Obersturmbannführer)는 나치 친위대 및 돌격대의 계급이다. 1933년 5월 만들어졌으며, 국방군의 중령급이다.